# يونيون لا كاليرا
يونيون لا كاليرا هو نادي كرة قدم تشيلي يلعب في الدوري التشيلي لكرة القدم،تأسس النادي في 1954.